# Rumänische griechisch-katholische Kirche
Die Rumänische griechisch-katholische Kirche (rumänisch Biserica Română Unită cu Roma, Greco-Catolică) ist eine mit der römisch-katholischen Kirche unierte Glaubensgemeinschaft, die den Papst als ihr geistliches Oberhaupt anerkennt. Ihr Gottesdienst und ihr geistliches Leben folgen aber dem byzantinischen Ritus.
Die Glaubensgemeinschaft umfasst etwa 473.000 Angehörige (Stand 2021), großteils in Rumänien. Das Oberhaupt der Kirche (Metropolit) ist der Großerzbischof von Făgăraș und Alba Iulia, der seinen Sitz in Blaj (Siebenbürgen) hat. Die Gläubigen leben hauptsächlich im Nordwesten des Landes, der einst zu Österreich-Ungarn gehörte, den höchsten Anteil gibt es im Kreis Satu Mare. Im Süden und Osten Rumäniens gibt es hingegen fast keine Gemeinden.

## Geschichte

### Gründung bis 1945
Ihr Ursprung liegt im Jahr 1687, als der römisch-deutsche Kaiser und ungarische König Leopold I. aus dem Hause Habsburg das Fürstentum Siebenbürgen seiner Oberherrschaft unterstellte. Schon 1693 begannen Jesuiten unter den orthodoxen Christen zu missionieren. Diese standen schon seit Jahrzehnten unter calvinistischem Einfluss. Ihre Bemühungen um die Menschen dort und vor allem wohl die politische Verweigerung der vollen Zivilrechte für Nichtkatholiken führten dazu, dass es um die Wende vom 17. zum 18. Jahrhundert zur Union mit der römisch-katholischen Kirche kam. Bereits der orthodoxe Bischof von Karlsburg (Alba Iulia) Teofil Seremi kündigte 1697, ein Jahr vor seinem Tod, eine Verbindung mit der katholischen Kirche an. Sein Nachfolger Atanasie hielt 1698, dem Jahr seines Amtsantritts, eine Synode ab, in deren Ergebnis am 7. Oktober 1698 eine Unionserklärung veröffentlicht wurde. 
Ende 1700 reiste er nach Wien, um die Kirchenunion und sein Bischofsamt von Kaiser Leopold I. bestätigen zu lassen. Atanasie trat förmlich zum Katholizismus über und musste sich unter Eid zu allen Dogmen der westlich-katholischen Glaubenslehre nach dem Konzil von Trient bekennen, einschließlich des Glaubensbekenntnisses mit Filioque und des Fegefeuers, welche die orthodoxen Kirchen ablehnten. Er verpflichtete sich, für sein Bistum den Katechismus des Petrus Canisius zu übernehmen, den er anschließend ins Rumänische übersetzen ließ. Am 24. März 1701 erließ Kaiser Leopold in Wien das Bestätigungsdiplom für die Kirchenunion. Der Erzbischof von Esztergom und Primas von Ungarn, Leopold Karl von Kollonitsch, weihte am Tag darauf Atanasie nochmals zum Bischof, diesmal nach katholischer Ordnung.

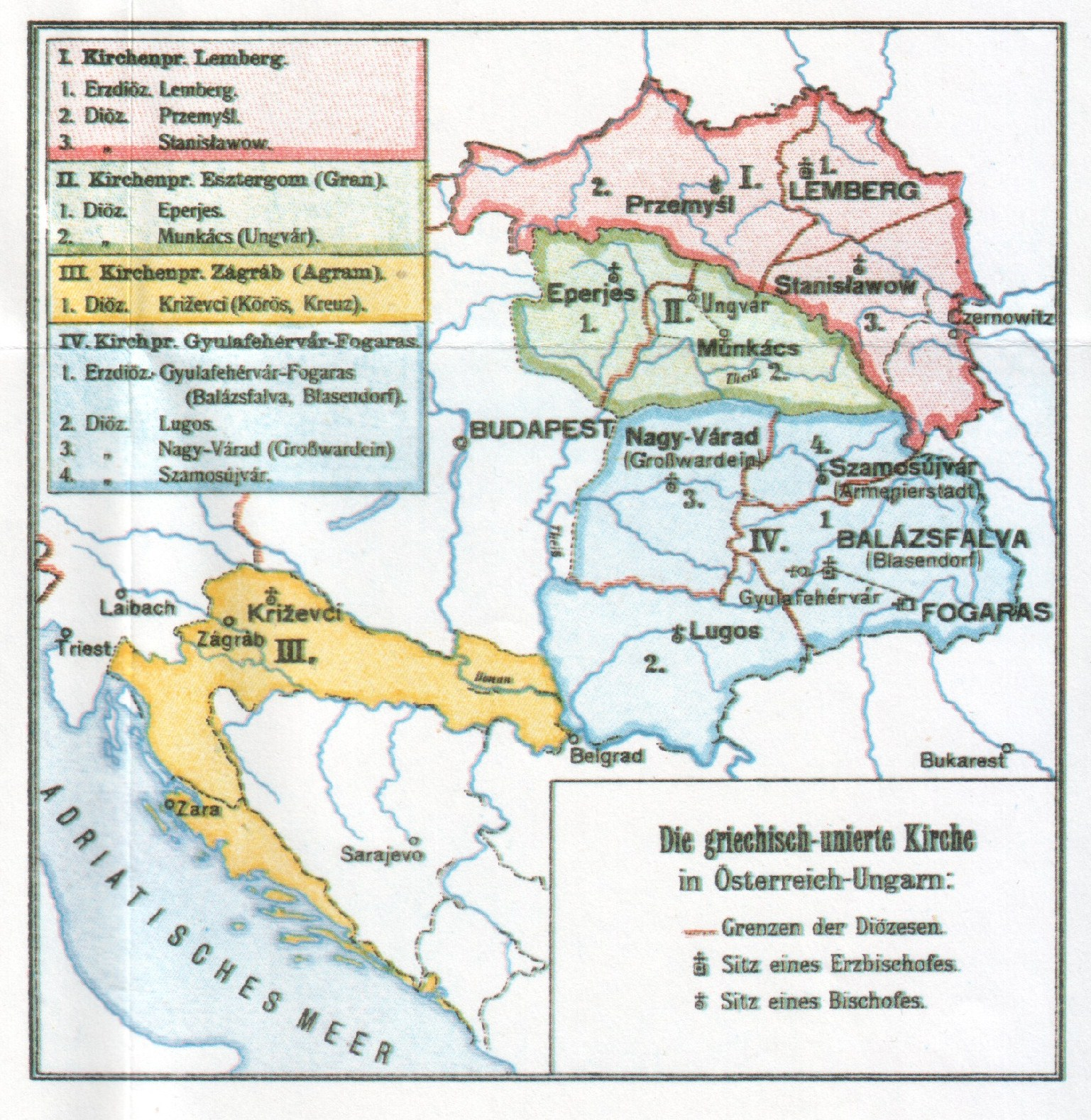
Griechisch-katholische Diözesen in der Zeit Österreich-Ungarns (1908)

Kirchlich unterstand dieses Gebiet zuerst dem lateinischen Erzbistum Esztergom. Erst Papst Pius IX. stellte 1853 eine eigenständige Kirchenprovinz für die griechisch-katholische Kirche im Südosten des damaligen Königreichs Ungarn her, die aus Făgăraș-Alba Iulia als Metropolitanbistum und drei Suffraganbistümern – Oradea Mare (Großwardein), Lugoj sowie Gherla – bestand. Deren Gebiete liegen heute größtenteils in Rumänien, sie umfassten aber auch Gemeinden im Südosten des heutigen Ungarn und der heute zu Serbien gehörenden Vojvodina. Die Ostkatholiken in der Bukowina gehörten hingegen bis 1922 zur Eparchie Stanislau (heute Iwano-Frankiwsk) der „Ruthenischen“ (heute ukrainischen) griechisch-katholischen Kirche. Nach Ende des Ersten Weltkriegs und dem Zerfall der Habsburgermonarchie kam das Gebiet 1920 an Großrumänien und zählte im Jahr 1940 noch fünf Diözesen mit 1.500 Priestern und 1,5 Millionen Gläubigen.

### Verbot und Verfolgung

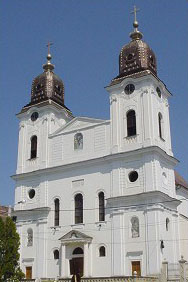
Kathedrale der Heiligen Dreifaltigkeit in Blaj

Nach dem Ende des Zweiten Weltkriegs, übernahm die Kommunistische Partei die Herrschaft in Rumänien und die unierte Kirche kam in arge Bedrängnis. So gaben am 1. Oktober 1948 sechs Priester, auf Druck der Regierung, die Lösung der Union mit Rom bekannt und führten am 21. Oktober die Vereinigung mit der Rumänisch-Orthodoxen Kirche durch. Die Bischöfe und alle, die sich dieser Maßnahme nicht beugen wollten, wurden vom rumänischen Staat inhaftiert. Das Präsidium der Großen Nationalversammlung der Sozialistischen Republik Rumänien verordnete die Auflösung der griechisch-katholischen Kirche und die Enteignung all ihres Vermögens. Die inhaftierten Bischöfe wurden 1964 begnadigt und aus dem Gefängnis entlassen. Zu einem gewissen Grad wurde das geistliche Leben im Geheimen fortgesetzt, jedoch unter der ständigen Gefahr der Beobachtung und Verfolgung durch die Geheimpolizei Securitate. Nach der Revolution von 1989 strengte die unierte Kirche zahlreiche Gerichtsprozesse an, um Ländereien und Gebäude – meist Kirchen – zurückzuerhalten, die 1948 vom kommunistischen Staat enteignet worden waren. Diese Prozesse und die massive antikatholische Propaganda einiger orthodoxer Bischöfe behindern auch eine gütliche Einigung mit der Rumänisch-Orthodoxen Kirche hinsichtlich von Rückgabeansprüchen.
Seit 1987 gibt es eine Diasporadiözese für die aus Rumänien stammenden Katholiken des byzantinischen Ritus in Nordamerika mit Sitz im US-Bundesstaat Ohio. Zuvor waren ihre Gemeinden der Hierarchie der Ruthenischen griechisch-katholischen Kirche in den USA (Byzantine Catholic Church) unterstellt.

### Seit 1990
Nach dem Fall des Kommunismus zeigte sich, dass die rumänische unierte Kirche im Untergrund noch weitgehend funktionierte und auch Bischöfe geweiht hatte. So konnte Papst Johannes Paul II. am 14. März 1990 die Hierarchie der unierten Kirche wiederherstellen und ihre fünf Bistümer erneut besetzen. Seit 1994 wird die Rumänische Griechisch-Katholische Kirche durch Lucian Mureșan, Erzbischof von Alba Iulia und Făgăraș, geleitet. Er wurde am 16. Dezember 2005 durch Papst Benedikt XVI. zum ersten Großerzbischof der Rumänischen Griechisch-Katholischen Kirche erhoben.
Das Verhältnis zur Orthodoxie hat sich nach dem Papstbesuch 1999 und der Bildung einer ökumenischen Dialogkommission merklich entspannt, einige Fragen der Güterrückstellung müssen aber noch gelöst werden.

## Struktur

Diözesen der Rumänischen griechisch-katholischen Kirche seit 2014

### Diözesen
Die Rumänische griechisch-katholische Kirche hat folgende Diözesen:
| Name                                      | Sitz               | Bezugs- jahr | Gläubige | Welt- priester | Ordens- priester | Priester gesamt | Gläubige pro Priester | Diakone | Ordens- männer | Ordens- frauen | Pfarreien |
| ----------------------------------------- | ------------------ | ------------ | -------- | -------------- | ---------------- | --------------- | --------------------- | ------- | -------------- | -------------- | --------- |
| Großerzbistum Făgăraș und Alba Iulia      | Blaj               | 2016         | 202000   | 192            | 3                | 195             | 1035                  |         | 5              | 168            | 189       |
| Eparchie Cluj-Gherla                      | Cluj-Napoca        | 2016         | 47956    | 157            | 13               | 170             | 282                   |         | 20             | 71             | 163       |
| Eparchie Lugoj                            | Lugoj              | 2016         | 99000    | 124            | 4                | 128             | 773                   |         | 6              | 4              | 149       |
| Eparchie Maramureș                        | Baia Mare          | 2016         | 52502    | 144            | 6                | 150             | 350                   |         | 8              | 43             | 167       |
| Eparchie Oradea Mare                      | Oradea             | 2016         | 81000    | 178            | 13               | 191             | 424                   |         | 16             | 17             | 152       |
| Eparchie Sankt Basilius der Große         | Bukarest           | 2022         | 9000     | 15             | 2                | 17              | 529                   |         | 4              | 22             | 15        |
| Eparchie Saint George’s in Canton (exemt) | Canton (Ohio), USA | 2016         | 6200     | 25             | 3                | 28              | 221                   |         | 6              | 4              | 16        |
| Gesamt                                    |                    | 2016         | 488658   | 820            | 42               | 862             | 567                   |         | 61             | 307            | 836       |

Einheitliche Angaben aus dem Eintrag zu Rumänische griechisch-katholische Kirche auf catholic-hierarchy.org. Teilweise sind neuere Zahlen verfügbar.

### Weitere Diasporagemeinschaften
- Österreich: Die rumänischen Gläubigen Österreichs gehören zum Ordinariat für die Gläubigen der katholischen Ostkirchen in Österreich (Ordinarius: Christoph Kardinal Schönborn, Protosyncellus Yuryi Kolasa). Es gibt zwei Gemeinden, in Wien[12] sowie weitere Gemeinden Wiener Neustadt, Linz, Murau und Krems.[13]

### Statistik

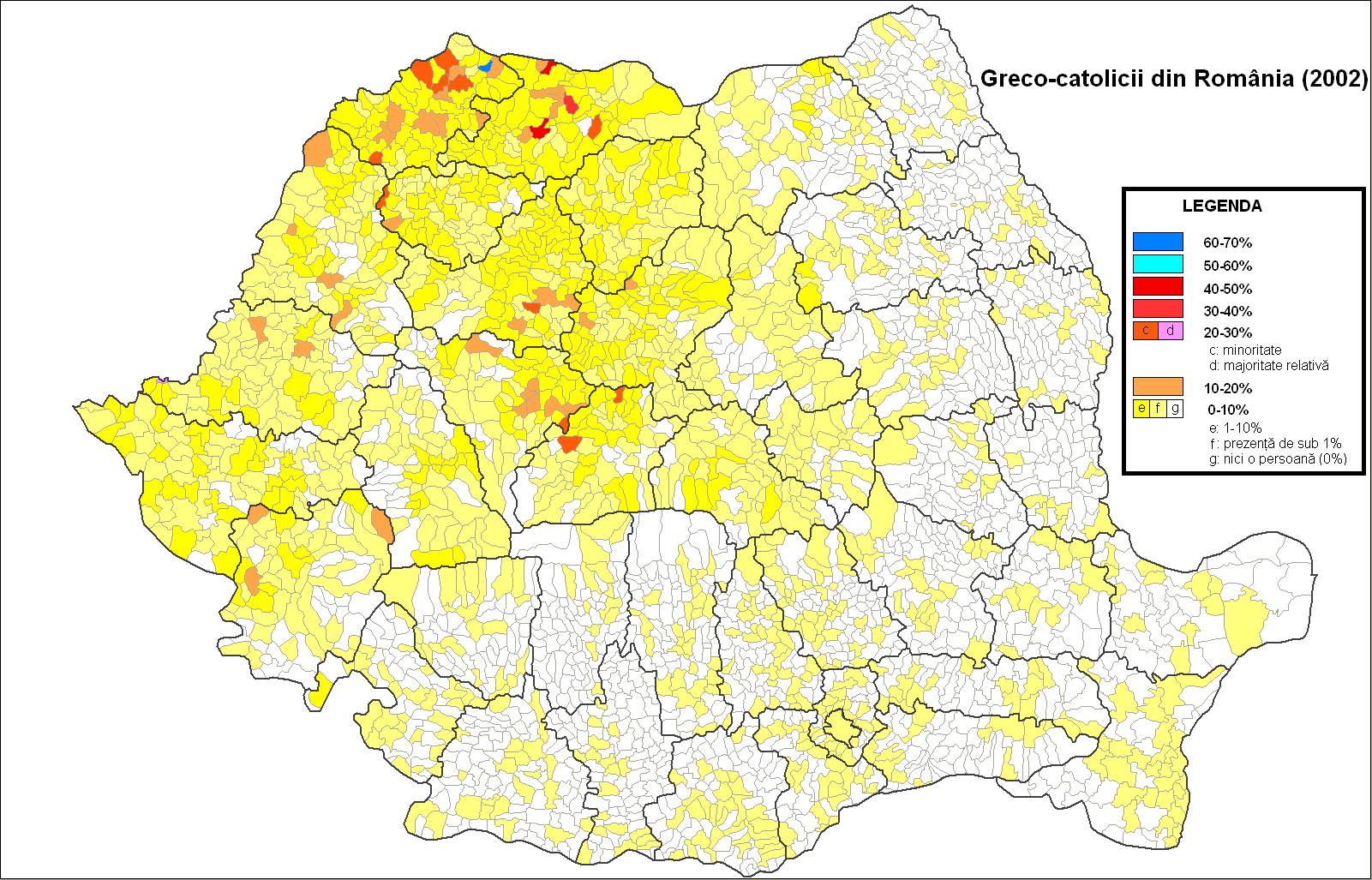
Der Anteil der griechischen Katholiken in Rumänien (Volkszählung 2002)

Nach der Wende zählte die Glaubensgemeinschaft rund 1.391.000 Mitglieder, von denen 1992 jedoch lediglich 228.377 in Rumänien lebten.
Nach Angaben des Annuario Pontificio 2005, gültig für Ende 2003, zählt die Kirche 737.900 Gläubige, 716 Diözesanpriester und 347 Seminaristen. Nach offiziellen Angaben 2002 des Nationalen Instituts für Statistik Rumäniens hat die Kirche in Rumänien nur 195.481 Gläubige. Für die 2010er wird die Zahl mit 710.000 angegeben, davon 6.000 in den USA.